# Kleine Gete
Die Kleine Gete (französisch Petite Gette, wallonisch Djåçlete) ist ein Fluss in Belgien und Nebenarm der Gete.
Sie entspringt in Ramillies, ungefähr neun Kilometer entfernt von der Quelle der Grote Gete. Sie fließt unter anderem durch die Orte Orp-Jauche, Hélécine und Zoutleeuw, bis sie nach 36 km in Budingen (einer Teilgemeinde Zoutleeuws) mit der Grote Gete zusammenfließt und die Gete bildet.